# Oh Yoon-ah
Oh Yoon-ah es una actriz y ex-modelo promocional de Corea del Sur.

## Carrera
Comenzó su carrera como modelo promocional ("pit babe"), y en el año 2000 ganó el primer concurso Cyber Race Queen. Posteriormente se convirtió en una reportera de entretenimiento para Section TV de la MBC en 2003.
Debutó como actriz en la serie de televisión Into the  (2004), pero fue su papel de reparto como la amiga de la heroína en la exitosa sitcom Old Miss Diary la que hizo de ella en un rostro familiar. Continuó actuando en la televisión, protagonizando  That Woman, Mr. Goodbye, Surgeon Bong Dal-hee, Master of Study, Marry Me, Please, y destacadamente en Solo y enamorado por la que ganó como Mejor Actriz de reparto en los SBS Drama Awards 2006.
El 28 de marzo del 2020 se unió al elenco principal de la serie I've Returned After One Marriage (también conocida como "I’ve Been There Once"), donde interpretó a Song Ga-hee, una atractiva ex-azafata que regresa a casa con su hijo después de su divorcio, hasta el final de la serie el 13 de septiembre del mismo año.
En septiembre del 2020 se confirmó que se había unido al elenco principal de la serie Fly, Butterfly (también conocida como "Fly High Butterfly") donde dará vida a Mi-sel (Michelle), la directora del salón de belleza "Fly, Butterfly" y una diseñadora de cabello con 17 años de experiencia.

## Vida personal
Contrajo matrimonio con el ejecutivo de publicidad Song Hoon en el Imperial Palace Hotel Seúl el 5 de enero de 2007. La pareja se divorció en el año 2015; tienen un hijo, que nació en agosto de 2007. La actriz ha presentado a su hijo, que tiene una forma de autismo, en algunos programas de televisión como Modern Family (MBN) y portadas de revistas (The Big Issue).
Es buena amiga de las actrices Shin Min-ah, Gong Hyo-jin y Lee Min-jung.

## Filmografía

### Series de televisión
| Año  | Título                                         | Papel                   | Red       | Ref.          |
| ---- | ---------------------------------------------- | ----------------------- | --------- | ------------- |
| 2004 | Into the Storm                                 |                         | SBS       |               |
| 2004 | You'll Find Out                                | Oh Hye-ran              | KBS2      |               |
| 2004 | Old Miss Diary                                 | Oh Yoon-ah              | KBS2      |               |
| 2005 | Biscuit Teacher and Star Candy                 | Chae Eun-sung           | SBS       |               |
| 2005 | That Woman                                     | Oh Se-jung              | SBS       |               |
| 2006 | HDTV Literature "The Flag"                     | Lee Min-jae             | KBS1      |               |
| 2006 | Alone in Love                                  | Kim Mi-yeon             | SBS       |               |
| 2006 | Mr. Goodbye                                    | Kang Soo-jin            | KBS2      |               |
| 2006 | Someday                                        | Yoon Hye-young          | OCN       |               |
| 2007 | Surgeon Bong Dal-hee                           | Jo Moon-kyung           | SBS       |               |
| 2008 | Why Did You Come to My House?                  | Jang Bok-hee            | SBS       |               |
| 2008 | The Kingdom of the Winds                       | Hye-ab                  | KBS2      |               |
| 2009 | What's for Dinner?                             | Jo Young-mi             | MBC       |               |
| 2010 | Master of Study                                | Jang Ma-ri              | KBS2      |               |
| 2010 | Marry Me, Please                               | Kim Yeon-ho             | KBS2      |               |
| 2010 | Athena: Goddess of War                         | Oh Sook-kyung           | SBS       |               |
| 2011 | While You Were Sleeping                        | Go Hyun-sung            | SBS       |               |
| 2012 | 21st Century Family                            | Lee Geum-pyo            | tvN       |               |
| 2012 | Drama Special "The Whereabouts of Noh Sook-ja" | Noh Sook-ja             | KBS2      |               |
| 2012 | Childless Comfort                              | Lee Young-hyun          | jTBC      |               |
| 2013 | Incarnation of Money                           | Eun Bi-ryung            | SBS       |               |
| 2013 | The Firstborn                                  | Lee Ji-sook             | jTBC      |               |
| 2014 | You're All Surrounded                          | Kim Sa-kyung            | SBS       |               |
| 2015 | Angry Mom                                      | Joo Ae-yeon             | MBC       |               |
| 2016 | My Fair Lady                                   | Yoo Joo-young           | KBS2      |               |
| 2017 | Saimdang, Memoir of Colors                     | Whieumdang Choi         | SBS       |               |
| 2017 | Unni is Alive                                  | Kim Eun-hyang           | SBS       |               |
| 2018 | Yeonnam-dong 539                               | Yoon Yi-na              | MBN       |               |
| 2018 | The Undateables                                | Yang Sun-hee            | SBS       | [ 18 ] [ 19 ] |
| 2018 | A Pledge to God                                | Na-gyong                | MBC       | [ 20 ]        |
| 2020 | Hospital Playlist                              | Hermana de Ahn Jung-won | tvN       |               |
| 2020 | I've Returned After One Marriage               | Song Ga-hee             | KBS2      |               |
| 2022 | Fly, Butterfly                                 | Mi-sel (Michelle)       | JTBC      |               |
| 2023 | Queen of the Mask                              | Go Yoo-na               | Channel A | [ 21 ] [ 22 ] |

### Películas
| Año   | Título                      | Papel               | Ref.   |
| ----- | --------------------------- | ------------------- | ------ |
| 2005  | Love in Magic               | Kim Hyun-joo        |        |
| 2006  | Old Miss Diary - Movie      | Oh Yoon-ah          |        |
| 2019  | Scent of a Ghost            | Directora Park      |        |
| 2021  | The Cursed: Dead Man's Prey | Directora ejecutiva | [ 23 ] |
| Próx. | Mismatch                    | Sung-hye            | [ 24 ] |

### Espectáculos de variedades
| Año  | Título                         | Red       | Notas                                      | Ref.   |
| ---- | ------------------------------ | --------- | ------------------------------------------ | ------ |
| 2003 | Section TV                     | MBC       | Reportera                                  |        |
| 2012 | She and Him                    | Channel A | Presentadora                               | [ 25 ] |
| 2015 | Look After My Dressing Table   | FashionN  | Presentadora                               | [ 26 ] |
| 2018 | Real Men 300                   |           | Miembro del equipo                         | [ 27 ] |
| 2020 | Knowing Bros (Ask Us Anything) |           | Invitada                                   | [ 28 ] |
| 2021 | Touch Beauty                   | tvN Story | Presentadora                               | [ 29 ] |
| 2021 | Chin Chin Golf                 | KBS       | Presentadora, con Hong Eun-hee - Serie web | [ 30 ] |
| 2022 | Hope TV SBS                    | SBS       | Invitada, con su hijo Min-li               | [ 31 ] |

### Vídeos musicales
| Año  | Título de la canción | Artista |
| ---- | -------------------- | ------- |
| 2003 | "Just One Night"     | M       |

## Libro
| Año  | Título                                                              |
| ---- | ------------------------------------------------------------------- |
| 2006 | 1 Day Fitness: Oh Yoon-ah and Kim Min-chul's Fitness & Beauty Guide |

## Premios y nominaciones
| Año  | Premio                        | Categoría                                                            | Nominación                       | Resultado | Ref.   |
| ---- | ----------------------------- | -------------------------------------------------------------------- | -------------------------------- | --------- | ------ |
| 2000 | Cyber Race Queen Contest      | —                                                                    | —                                | Ganadora  |        |
| 2006 | SBS Drama Awards              | Mejor Actriz de reparto en una Miniserie                             | Solo en el Amor                  | Ganadora  |        |
| 2006 | KBS Drama Awards              | Mejor Actriz de reparto                                              | El Señor Adiós                   | Nominada  |        |
| 2006 | KBS Drama Awards              | Premio a la excelencia, Actriz de drama especial                     | La Bandera                       | Nominada  |        |
| 2010 | KBS Drama Awards              | Premio a la excelencia, Actriz de Miniserie                          | Master de Estudio                | Nominada  |        |
| 2010 | KBS Drama Awards              | Premio a la excelencia, Actriz de Drama Diario                       | Cásate Conmigo, Por Favor        | Nominada  |        |
| 2011 | SBS Drama Awards              | Premio a la excelencia, Actriz de drama diario o fin de semana       | Mientras Dormía                  | Nominada  |        |
| 2013 | SBS Drama Awards              | Premio Especial de Actuación, Actriz de Drama Especial               | Encarnación de Dinero            | Nominada  |        |
| 2014 | SBS Drama Awards              | Premio Especial de Actuación, Actriz de Drama Especial               | You're All Surrounded            | Nominada  |        |
| 2015 | MBC Drama Awards              | Premio a la excelencia, Actriz en miniserie                          | Angry Mom                        | Nominada  |        |
| 2016 | KBS Drama Awards              | Mejor Actriz de reparto                                              | My Fair Lady                     | Nominada  |        |
| 2017 | SBS Drama Awards              | Premio a la excelencia, Actriz en serie de miércoles-jueves          | Saimdang, Memoir of Colors       | Nominada  | [ 33 ] |
| 2018 | MBC Drama Awards              | Premio a la excelencia, Actriz de proyecto especial de fin de semana | A Pledge to God                  | Nominada  |        |
| 2018 | 18th MBC Entertainment Awards | Excellence Award in Variety Category                                 | Real Men 300                     | Nominada  | [ 34 ] |
| 2020 | 34th KBS Drama Awards         | Supporting Actress Award – Long Drama                                | I've Returned After One Marriage | Ganadora  | [ 35 ] |
| 2021 | KBS Entertainment Awards      | Excellence in Reality                                                | Fun-staurant                     | Ganadora  | [ 36 ] |